# سفارة الأرجنتين في كندا
سفارة الأرجنتين في كندا هي أرفع تمثيل دبلوماسي لدولة الأرجنتين لدى كندا. تقع السفارة في أونتاريو وهي تهدف لتعزيز المصالح الأرجنتينية في كندا.

## وصلات خارجية
- قائمة سفارات الأرجنتين
- قائمة السفارات في كندا